# X-Men Origins: Wolverine
 For alternative betydninger, se X-Men (flertydig). (Se også artikler, som begynder med X-Men)
X-Men Origins: Wolverine er en amerikansk superheltefilm fra 2009 instrueret af Gavin Hood og har Hugh Jackman i hovedrollen som mutanten Wolverine.

## Roller
| Skuespiller      | Rolle                         |
| ---------------- | ----------------------------- |
| Hugh Jackman     | «Wolverine» / «Logan»         |
| Liev Schreiber   | Victor Creed / Sabretooth     |
| Ryan Reynolds    | Wade Wilson / Deadpool        |
| Danny Huston     | William Stryker               |
| Taylor Kitsch    | Remy LeBeau / Gambit          |
| Dominic Monaghan | Chris Bradley / Bolt          |
| Lynn Collins     | Silver Fox                    |
| Daniel Henney    | David North / Agent Zero      |
| Kevin Durand     | Frederick J. Dukes / The Blob |